# Lissa-Lara (Gugleur)
Lissa Lara (Lisalara) ist eine osttimoresische Aldeia im Suco Gugleur (Verwaltungsamt Maubara, Gemeinde Liquiçá). 2015 lebten in der Aldeia 185 Menschen.

## Geographie
Lissa Lara liegt im Nordosten des Sucos Gugleur ein. Nordwestlich befindet sich die Aldeia Erito und südwestlich die Aldeia Vatumori. Im Nordosten grenzt Lissa Lara an den Suco Maubaralissa und im Südosten an den Suco Guiço.
Die Aldeia besteht fast ausschließlich aus dem Foho Gugleur (1141 m), dem höchsten Berg des gleichnamigen Sucos. An seinem Osthang liegt das Zentrum des Dorfes Lissa Lara. Auf dem Gipfel befindet sich der Sitz der Aldeia und weitere Häuser.

## Politik
2023 wurde Marciano S. Santana zum Chefe de Aldeia gewählt.